# Покровський Голосіївський чоловічий монастир
Покровський Голосіївський чоловічий монастир — православний чоловічий монастир у Голосієві в Києві. Належить УПЦ Московського патріархату.

## Історія
1631 року архимандрит Києво-Печерської лаври, а потім вже митрополит Петро Могила збудував тут церкву Святого Іоанна Сочавського, небесного покровителя Молдови. Невдовзі Голосіївська пустинь стала літньою резиденцією митрополитів. В пустині було збудовано дерев'яні келії. Петро Могила часто приїздив сюди, «щоби молитвою і тишою лікувати та скріпляти душу, а також просити помочі покровителя своєї батьківщини». Після смерті Петра Могили збудували церкви на честь Варлаама та Йоасафа.
1918 року обитель пограбували, а в 1919 монастир перейшов під крило комунального господарства Київського міськвиконкому. У зв'язку з цим більша частина поселення пішла заробляти гроші по селах.
У 1922—1923 рр. монастир був переданий Сільськогосподарській академії.
Під час німецько-радянської війни майже не була пошкоджена. Після війни монастирські будівлі використовувались як господарчі споруди. Було втрачено усі храми, зокрема церкву ікони Божої Матері «Живоносне Джерело» та Покровську церкву. В 1950-х — 1960-х їх було розібрано як такі, що не мають художньої цінності.

## Сучасний стан
У 1990-ті — 2000-ні Голосіївську пустинь (Свято-Покровський монастир) було відновлено й відбудовано. 12 вересня 2023 року згідно з вимогами закону Духовна академія та семінарія УПЦ МП звільнила приміщення Києво-Печерської лаври, а корпуси номер 63 і 64, де раніше діяв навчальний заклад, були опечатані комісією національного заповідника «Києво-Печерська лавра». Після цього семінаристи та співробітники КДАіС переїхали до Покровського Голосіївського монастиря.

## Керівництво
З початку відновлення і донині (2023) ігуменом-настоятелем монастиря є єпископ Ісаакій (Андроник).

## Скандал з прихистком терориста з Л/ДНР
Монастир надав прихисток учаснику бойових дій на Донбасі на боці бандитсько-сепаратистських формувань, бразилійцеві з угорськими коренями Рафаелю Лусваргі, який обіцяв «дійти до Києва і закінчити війну». У квітні 2018 року журналісти виявили бразильця в монастирі.
4 травня 2018 року представники організації С14 та партії «Національний корпус» затримали Рафаеля Лусваргі та привели його до будівлі Служби безпеки України у Києві.

## Галерея

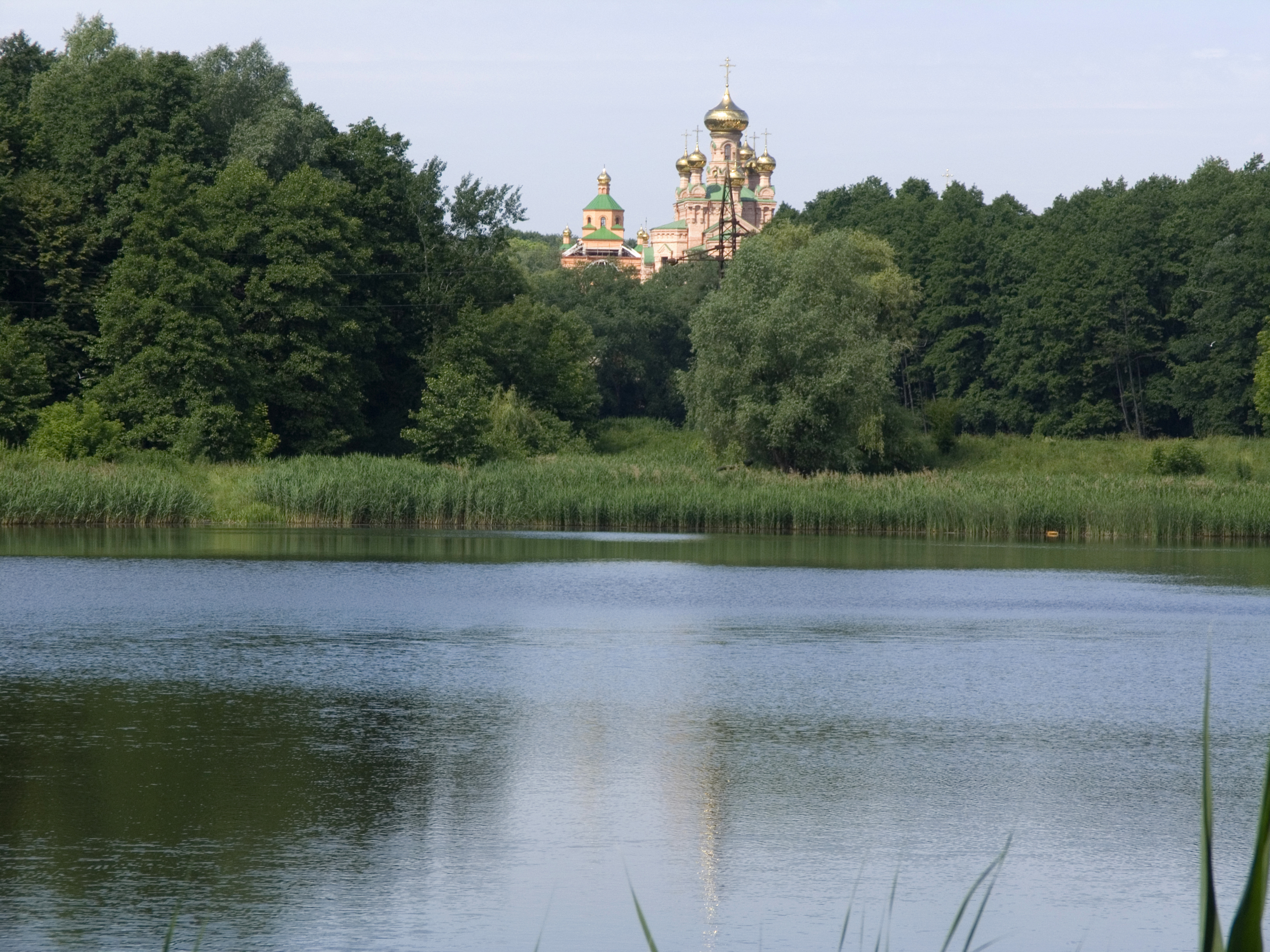
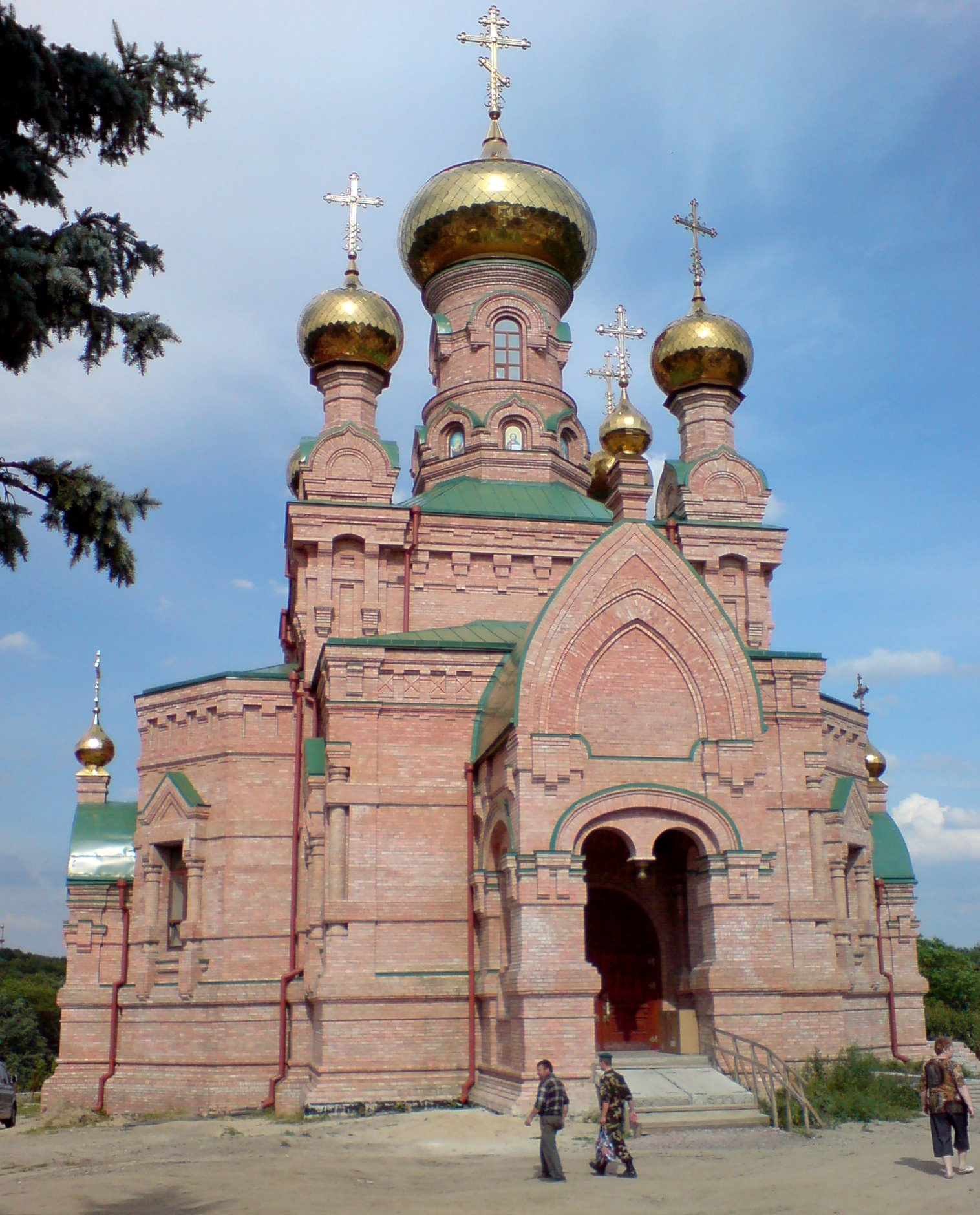
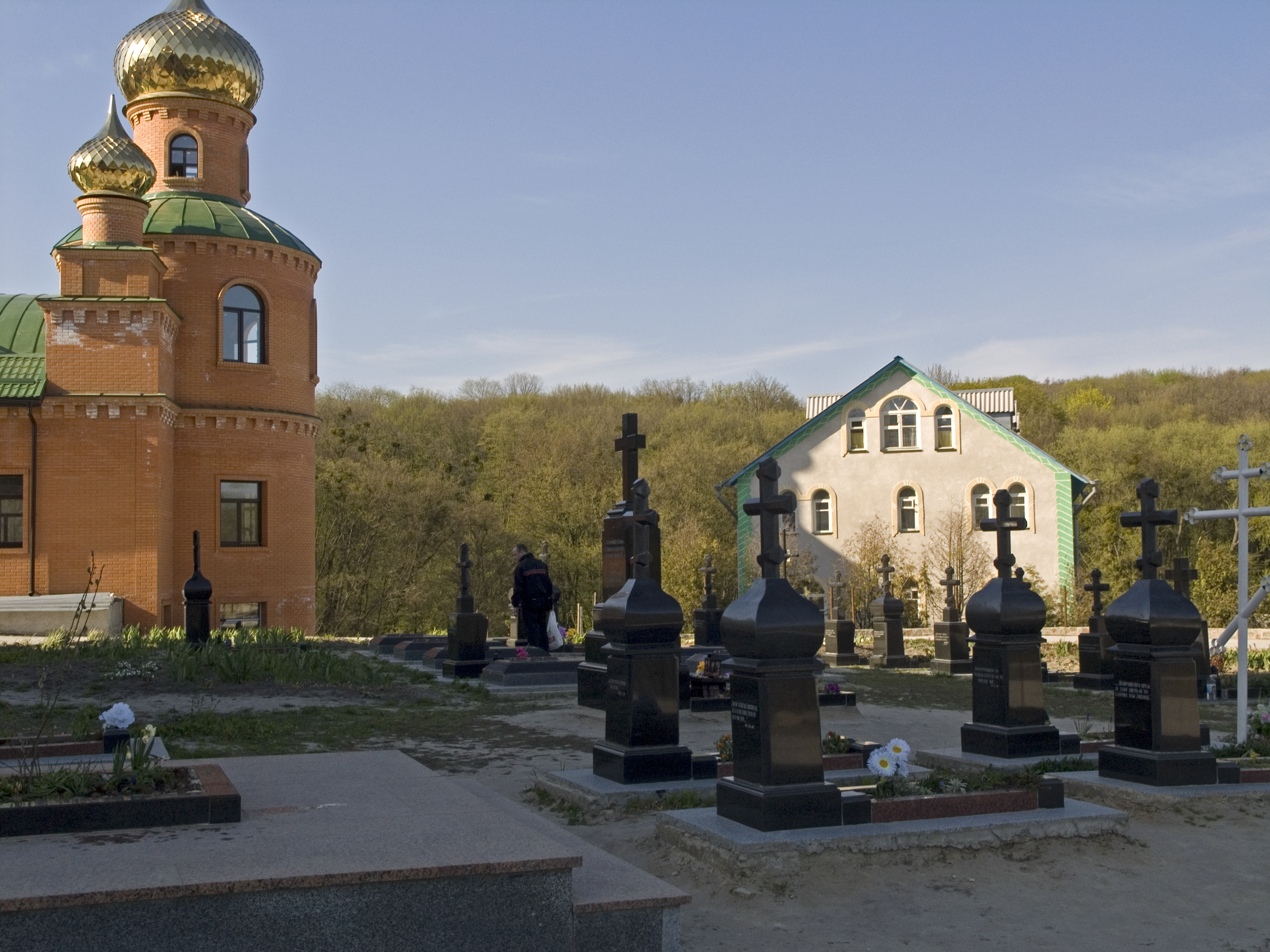
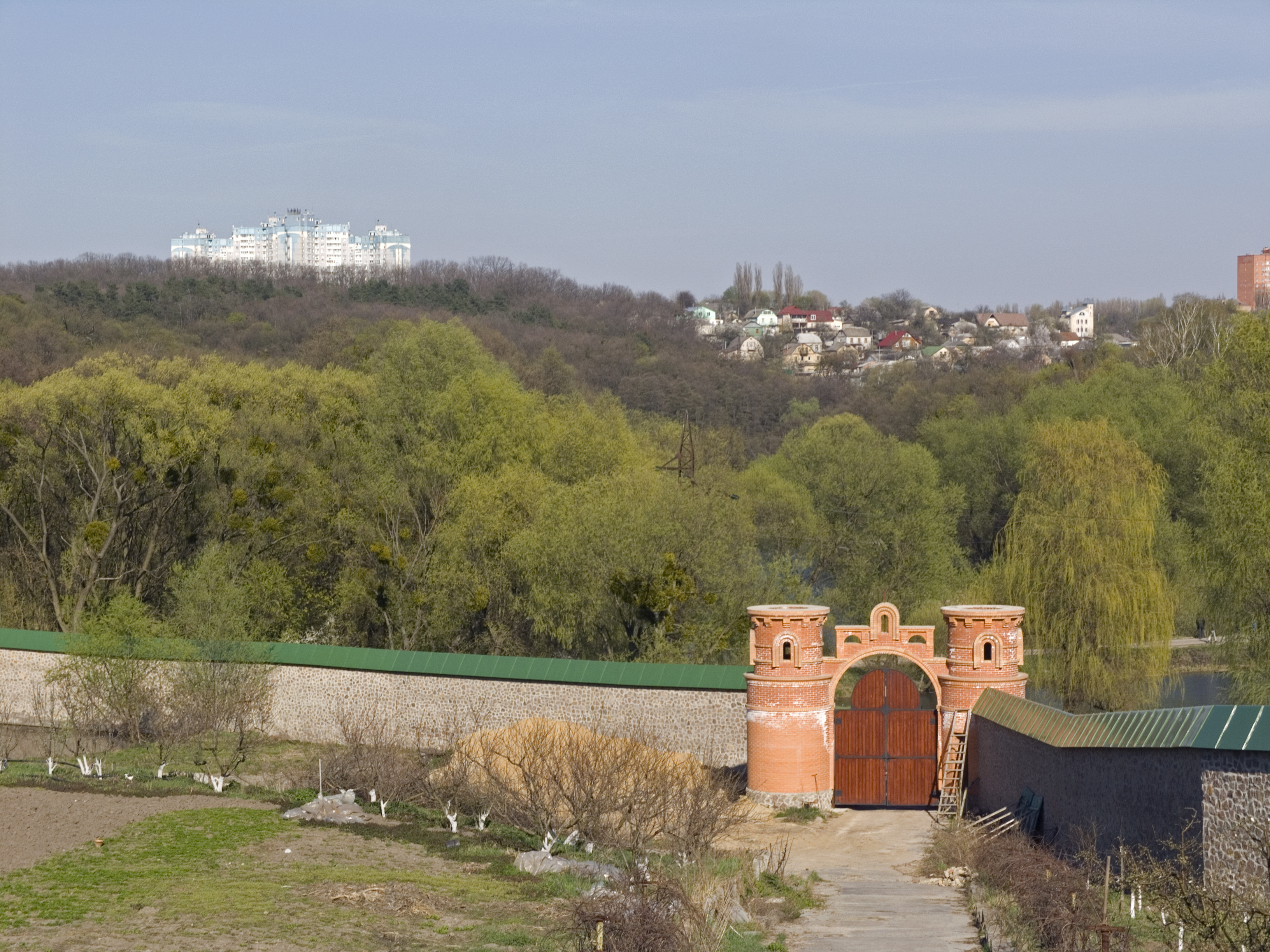
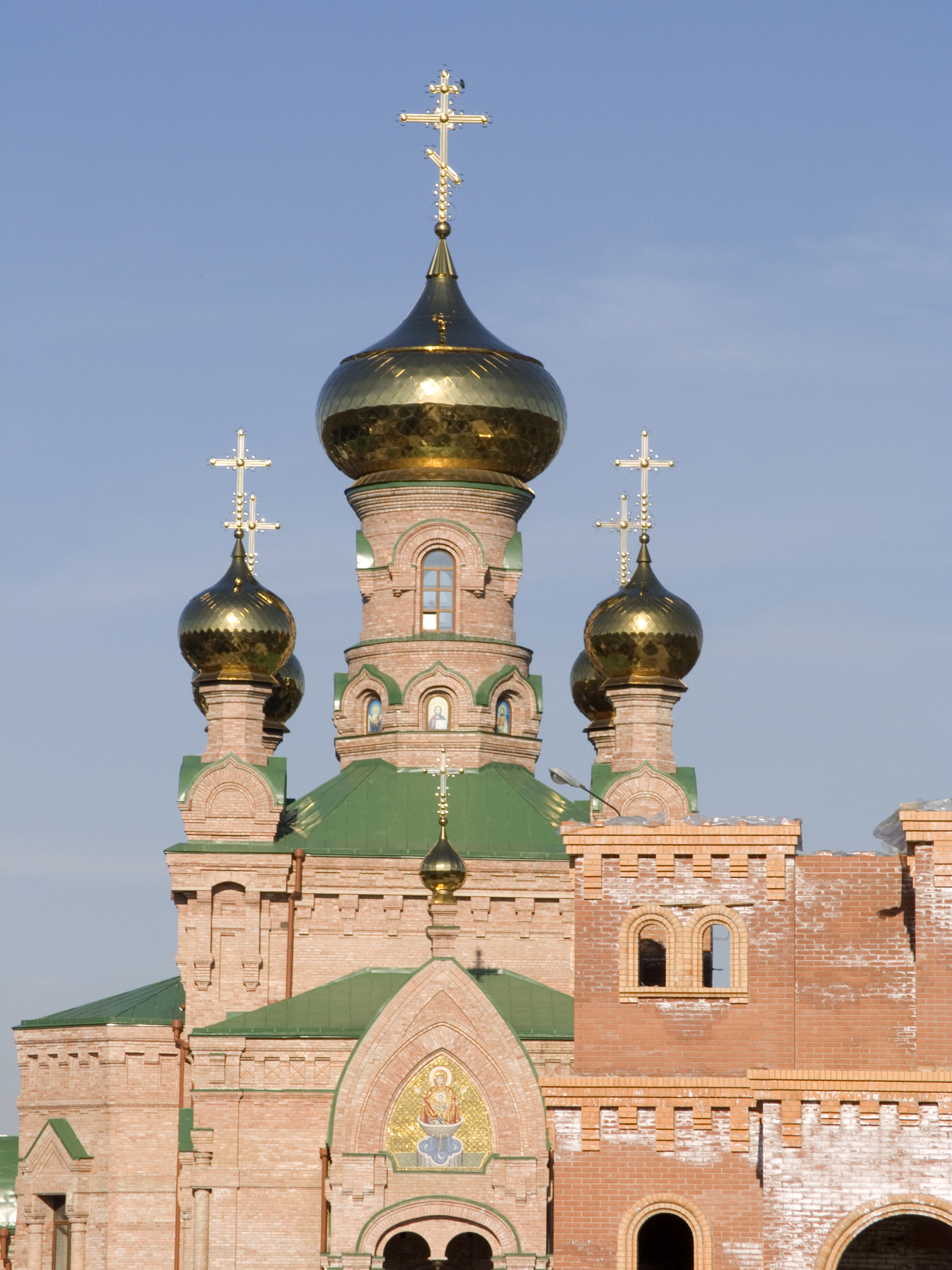
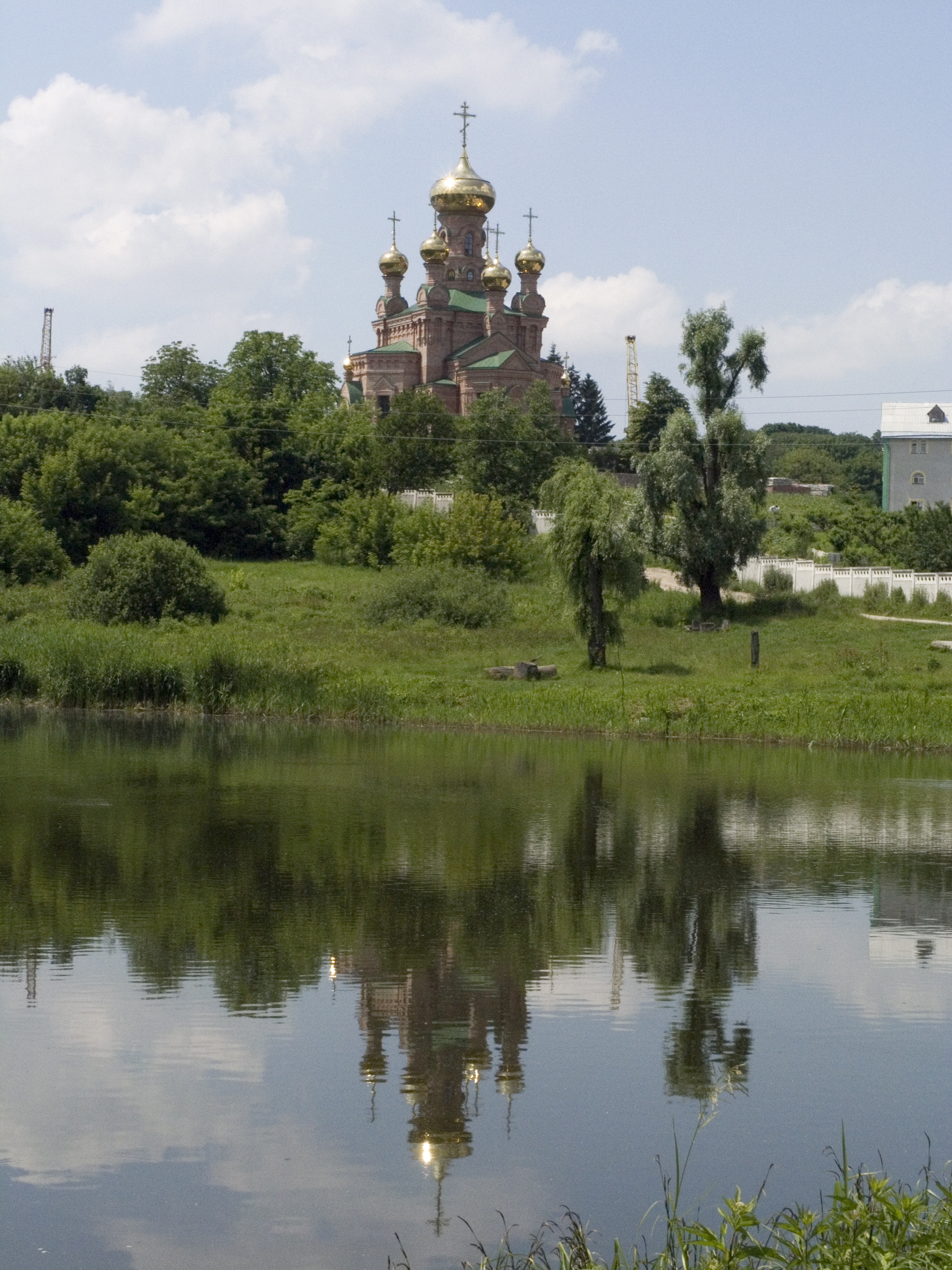
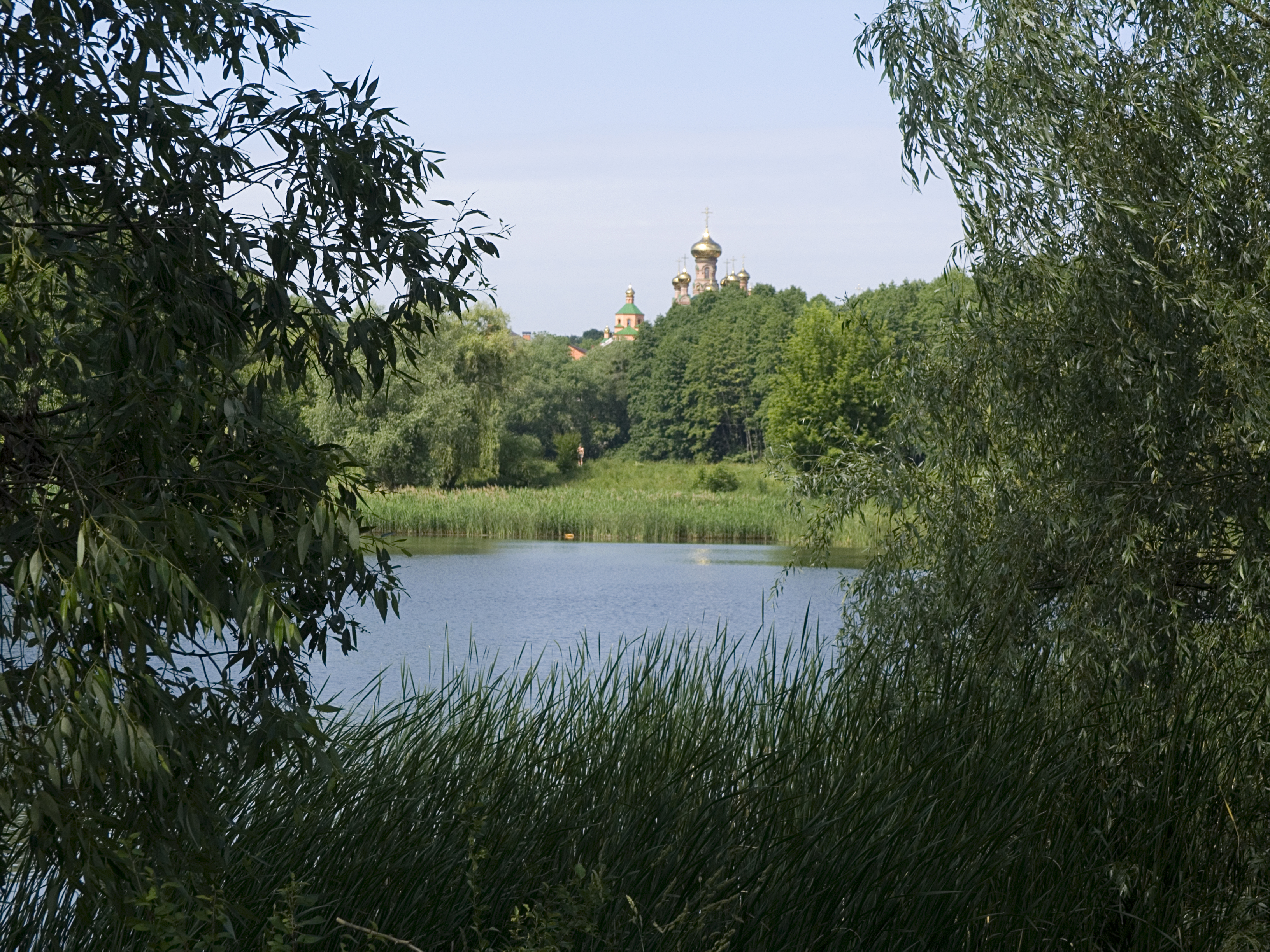
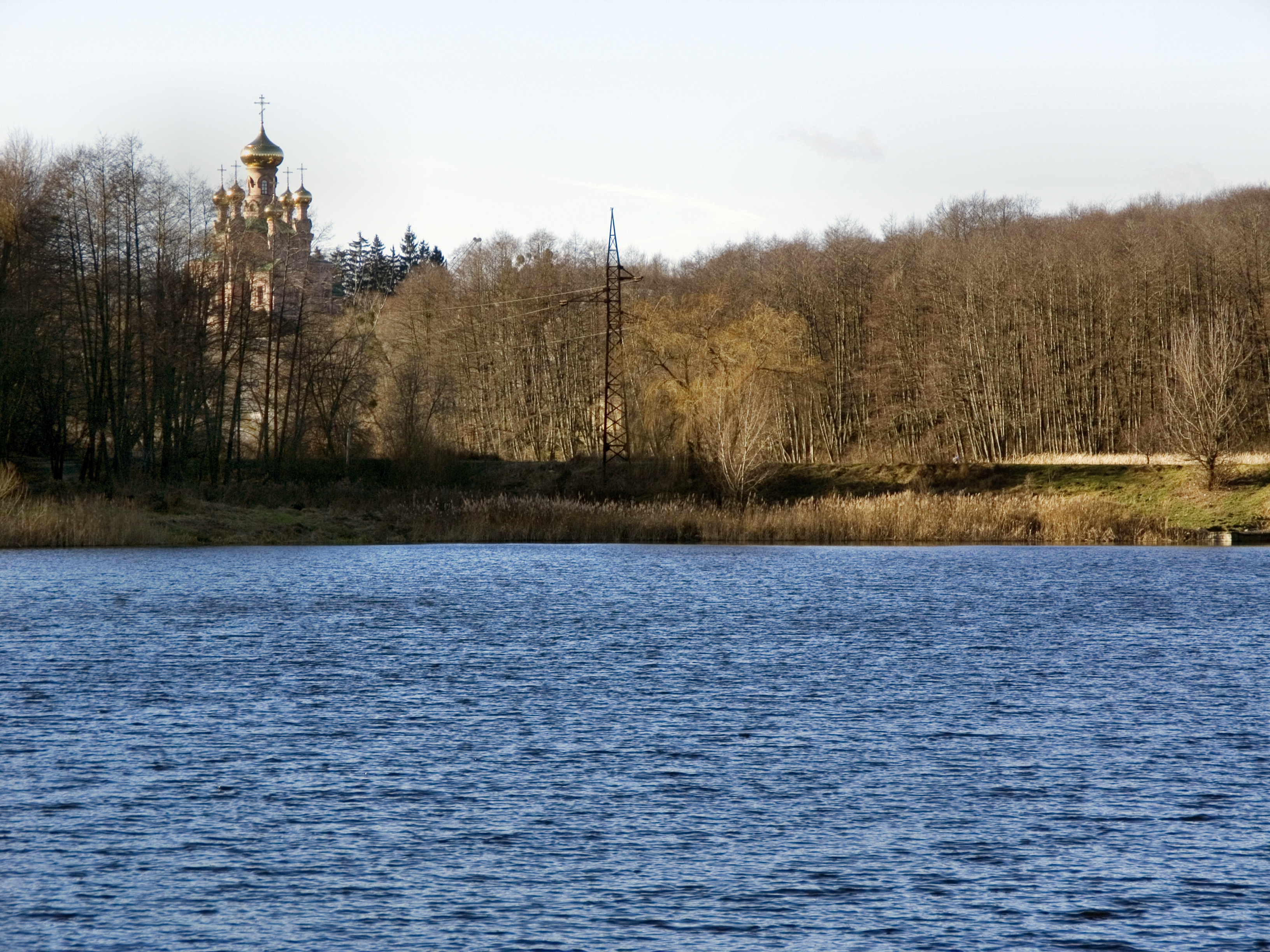

## Поховання
На території монастиря поховані:
- Аліпія Голосіївська — юродива черниця з неоднозначною репутацією[8].
- Геронтій (Захаров) — насельник Свято-Успенської Києво-Печерської Лаври.
- Кисіль Володимир Карпович — український спортсмен та громадський діяч, кримінальний авторитет.
- Чернець Варлаам, у світі Володимир Хрустицький — військовий діяч, генерал-лейтенант ВМФ.